# Хабаровская ТЭЦ-3
Хабаровская ТЭЦ-3 — тепловая электростанция в городе Хабаровске. Входит в состав АО «Дальневосточная генерирующая компания» (входит в группу РусГидро), филиал «Хабаровская генерация». Самая крупная и самая молодая электростанция Хабаровска (введена в эксплуатацию в 1985 году), крупнейшая электростанция Хабаровского края и вторая по мощности тепловая электростанция на Дальнем Востоке России (после Приморской ГРЭС).

## Конструкция станции
Хабаровская ТЭЦ-3 представляет собой тепловую паротурбинную электростанцию (теплоэлектроцентраль) с комбинированной выработкой электроэнергии и тепла. Установленная мощность электростанции — 720 МВт, установленная тепловая мощность — 1640 Гкал/час. Тепловая схема станции — блочная. В качестве топлива используется каменный уголь различных месторождений (Нерюнгринского, Кузнецкого угольного бассейна и др.), природный газ сахалинских месторождений (для энергоблока № 4), мазут (для котлов пиковой водогрейной котельной). Основное оборудование станции включает в себя:
- четыре энергоблока мощностью по 180 МВт, каждый из которых включает в себя паровую турбину Т-180/210-130, генератор ТГВ-200-2М и котлоагрегат ТПЕ-215;
- пиковую водогрейную котельную в составе трёх водогрейных котлов ПТВМ-180 и двух паровых котлов ГМ-50/14. Паровые котлы используются только для выработки пара на собственные нужды электростанции в период проведения пусковых операций после полного останова станции.

Система охлаждения оборотная с тремя градирнями, техническая вода подается из реки Амур береговой насосной станцией. Выдача электроэнергии станции в энергосистему производится с открытых распределительных устройств напряжением 110 кВ и 220 кВ по следующим линиям электропередачи:
- ВЛ 220 кВ Хабаровская ТЭЦ-3 — РЦ (Л-221);
- КВЛ 220 кВ Хабаровская ТЭЦ-3 — Амур (Л-222);
- ВЛ 220 кВ Хабаровская ТЭЦ-3 — Хехцир 2 I цепь с отпайкой на ПС Князе-Волконка (Л-223);
- ВЛ 220 кВ Хабаровская ТЭЦ-3 — Хехцир 2 II цепь с отпайкой на ПС НПС-34 (Л-224);
- ВЛ 220 кВ Хабаровская ТЭЦ-3 — Хехцир 2 с отпайкой на ПС НПС-34;
- ВЛ 220 кВ Хабаровская ТЭЦ-3 — Восток;
- КВЛ 110 кВ Хабаровская ТЭЦ-3 — НПЗ с отпайкой на ПС НПЗ-2 (С-16);
- ВЛ 110 кВ Хабаровская ТЭЦ-3 — РЦ №1 с отпайками (С-17);
- ВЛ 110 кВ Хабаровская ТЭЦ-3 — РЦ №2 с отпайками (С-18);
- ВЛ 110 кВ Хабаровская ТЭЦ-3 — РЦ №3 (С-49);
- ВЛ 110 кВ Хабаровская ТЭЦ-3 — Водозабор, 1 цепь с отпайкой на ПС Племрепродуктор (С-43);
- ВЛ 110 кВ Хабаровская ТЭЦ-3 — Водозабор, 2 цепь с отпайкой на ПС Племрепродуктор (С-44);
- ВЛ 110 кВ Хабаровская ТЭЦ-3 — ГВФ (С-45).

## История строительства и эксплуатации
Строительство Хабаровской ТЭЦ-3 было начато в июне 1975 года, первый объект электростанции, пиковая водогрейная котельная, начала выдавать тепло 7 ноября 1979 года. Первый энергоблок был введён в эксплуатацию 15 ноября 1985 года, второй — 30 марта 1987 года, третий — 27 декабря 1988 года. В 1986 году был разработан проект расширения станции, который предусматривал строительство четвертого (180 МВт, 260 Гкал/ч) и пятого (50 МВт, 241 Гкал/ч) энергоблоков. В 1988 году было начато строительство четвертого энергоблока, приостановленное через несколько лет в связи с дефицитом финансирования. В 2001 году проект был откорректирован, и из него исключили строительство пятого блока. В 2003 году строительство четвертого энергоблока было возобновлено, в 2004 году достроена градирня № 3, 18 декабря 2006 года четвертый энергоблок был введён в эксплуатацию. В 2012 году был переведён на газ энергоблок № 4 (при этом блок сохранил возможность работы на угле), в 2016 году начата реализация проекта по переводу на газ водогрейных котлов.